# Фалакде
Фалакде (перс. فلكده) — село в Ірані, у дегестані Лякан, в Центральному бахші, шагрестані Решт остану Ґілян. За даними перепису 2006 року, його населення становило 1329 осіб, що проживали у складі 357 сімей.

## Клімат
Середня річна температура становить 14,70°C, середня максимальна – 28,79°C, а середня мінімальна – -0,67°C. Середня річна кількість опадів – 1128 мм.
| Клімат поселення                              | Клімат поселення | Клімат поселення | Клімат поселення | Клімат поселення | Клімат поселення | Клімат поселення | Клімат поселення | Клімат поселення | Клімат поселення | Клімат поселення | Клімат поселення | Клімат поселення | Клімат поселення |
| Показник                                      | Січ.             | Лют.             | Бер.             | Квіт.            | Трав.            | Черв.            | Лип.             | Серп.            | Вер.             | Жовт.            | Лист.            | Груд.            |                  |
| Середній максимум, °C                         | 8,86             | 9,68             | 12,71            | 18,87            | 22,99            | 26,71            | 28,46            | 28,79            | 25,32            | 20,91            | 15,97            | 11,50            |                  |
| Середня температура, °C                       | 4,10             | 4,90             | 7,95             | 14,11            | 18,23            | 21,94            | 24,16            | 24,49            | 21,05            | 16,63            | 11,68            | 7,21             |                  |
| Середній мінімум, °C                          | −0,67            | 0,14             | 3,18             | 9,35             | 13,45            | 17,17            | 19,88            | 20,22            | 16,76            | 12,34            | 7,38             | 2,92             |                  |
| Норма опадів, мм                              | 119              | 95               | 86               | 52               | 46               | 31               | 28               | 57               | 119              | 181              | 163              | 151              |                  |
| Середньомісячна швидкість вітру, м/с          | 2.26             | 2.40             | 2.40             | 2.30             | 2.29             | 2.35             | 2.58             | 2.28             | 2.08             | 2.08             | 1.92             | 2.00             |                  |
| Середньомісячна сонячна радіація, кДж/м²·день | 6801             | 8936             | 10953            | 15638            | 19840            | 21711            | 22598            | 19095            | 15803            | 10844            | 8595             | 6569             |                  |
| --------------------------------------------- | ---------------- | ---------------- | ---------------- | ---------------- | ---------------- | ---------------- | ---------------- | ---------------- | ---------------- | ---------------- | ---------------- | ---------------- | ---------------- |
| Джерело:                                      |                  |                  |                  |                  |                  |                  |                  |                  |                  |                  |                  |                  |                  |